# 黒川逍
黒川 逍（くろかわ しょう、1926年7月15日 - 2010年9月16日）は、日本の植物学者・菌類学者。日本を代表する地衣類の研究者である。

## 略歴
富山県上新川郡新庄新町（現：富山市）生まれ。金沢高等師範学校卒。その後、東京文理科大学（現・筑波大学）で学び、朝比奈泰彦の指導を受け、地衣類の分類学的研究を始めた。NSF（全米科学財団）の研究助手の制度を利用しメイソン・ヘール（Mason Hale）と共同研究のため渡米し、ゲジゲジゴケ属のモノグラフを発表するなど、地衣類の分類学研究に貢献した。国立科学博物館、筑波実験植物園などで働いた。富山中央植物園の園長も務めた。1994年、国際地衣類学会(International Association for Lichenology)からAcharius Medalを受賞した。
クロカワアワビゴケ（Tuckermannopsis kurokawae）は黒川の名に因む。